# 文化放送メディアプラス
文化放送メディアプラス（ぶんかほうそうメディアプラス、media plus）は、東京都港区浜松町1丁目にある、文化放送の本社および演奏所などが入居しているオフィスビル。地上13階地下2階建ての鉄筋コンクリートビルである。2006年7月24日13時より運用開始。

## 概要
新宿区若葉の「四谷」地区に1951年11月に完成した地上6階、地下1階の初代局舎は、文化放送の設立母体である聖パウロ修道会の布教活動の拠点も兼ねていたため、随所に教会のような雰囲気が漂い、第5スタジオは一時期、礼拝堂としても使われ、キリスト像なども設置されていた。
何度か改築や増築が行われたが、老朽化が進み、地震時に災害放送の継続が困難であること、デジタル化時代に向けた放送機能の整備が急務であることを踏まえ、文化放送は社屋の新築移転を決定する。
建設地は、隣接する汐留地区に立地するテレビ局、広告会社、通信社等のメディア関連企業との連携が図りやすいことから、浜松町一丁目駐車場跡が選定され、2004年春に着工し、2006年5月に耐震構造の地上13階・地下2階建ての建物全体が完成。7月19日に放送業務を除く編成・営業などのほか、文化放送グループ各企業の業務が新社屋で開始された。
放送業務開始日である7月24日には、午前8時半から野村邦丸らが四谷社屋から新社屋まで徒歩で移動しながら生放送する「さよなら四谷 こんにちは浜松町 くにまると一緒に歩こ歩こうデー」の後、12時57分からの「吉田照美のやる気MANMAN!」が新社屋からの第一声となった。それ以降、メディアプラスに送出回線が切り替えられた。また7月29日には「浜松町で逢いましょう」と題して、みのもんたと吉田照美が進行役を務める特別番組が早朝から夕方まで放送された。
なお、旧局舎は、東京消防庁のビル火災実験に供された後に解体。旧局舎屋上にあった非常用予備送信所は、旧局舎跡地に建設された賃貸マンション「ランテンヌ四谷」の屋上に再移転し、2008年5月19日開局した。土地自体は文化放送の大株主である聖パウロ修道会が現在も所有する。

## 施設
新社屋建設に際して、浜松町駅周辺の都市計画における「歩行者ネットワーク形成」の一翼を担う役割を与えられ、その一環として、付置住宅の置換としてペデストリアンデッキの整備を行い、それにより道路を挟んだ世界貿易センタービルの2階デッキと建物は接続し、建物のメインエントランスはペデストリアンデッキから直接アクセスが可能な2階レベルに計画した。さらに建設計画に合わせ、1階の広場に面した位置に大門駅出入口が整備されたほか、地下1階では大門駅と建物を連絡通路で接続させ、建物へのアクセス性向上が図られている。
外装は白いモザイクタイルで構成し、南側外壁の一部を駅に直面するようにやや面を振り、3階～6階に100㎡の「メディアボード」を設置した。また足元の公開空地はピロティとし、誰もが立ち寄り、賑わうイベント広場として計画し、コーナーに文化放送サテライトプラスを配した（下記参照）。
フロア構成

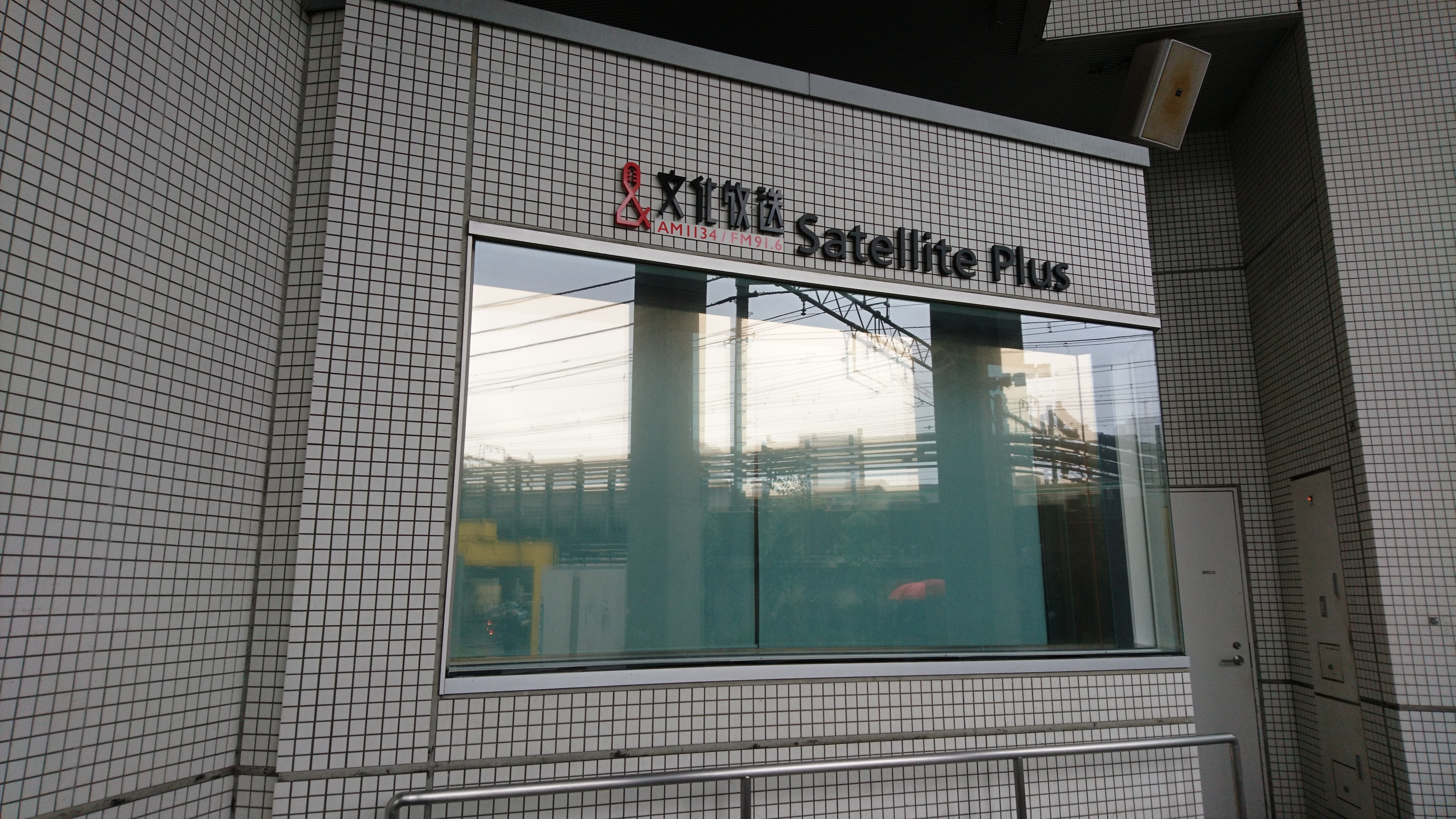
文化放送サテライトプラス

2024年12月現在。3階から7階までをテナントおよび関連会社のオフィスが占め、8階から上部6層を自社フロアとしている。地下1階、1階、2階の交通接点には店舗を配置し、賑わいと利便性を提供している。
出典：
- 13階 
  - スカイラウンジ - 社員が昼食を取る社員食堂として使われているが、ミニイベントの開催も行われる。
- 12階 
  - 文化放送メディアプラスホール - 2層吹抜のホールでコンサート、試写会等各種イベントに利用され、公開録音にも対応できるようスタジオも併設されている[6]。固定式の座席は無く、開催イベントの内容に応じて可動式の椅子が並べられる。なお、通常はメディアプラス内への一般者の立ち入りは制限されているため、本ホールへはイベントの当選者ないしチケット購入者やホールの開放日のみ入場することができる。
- 11階 - ビル管理室、他
- 10階 - A&G事業部門、CDライブラリー
  - 「超!A&G+」の収録を行う8スタジオや動画撮影スタジオも設けられている。CDライブラリーには約57,000枚のCDを所蔵。またここ以外の数カ所にアナログ音源を含む保管用倉庫がある。
- 9階 
  - スタジオ - スタジオは7つ用意されており、うち1スタから4スタは生放送用スタジオとなっている。1スタは東京湾側に面し、眼下に浜離宮恩賜庭園を望む。スタジオは開放的な雰囲気の中での収録を可能としつつも、高い遮音・シールド性能を確保している[6]。
  - 報道スポーツセンター
- 8階 - アナウンス部、編成制作部門、営業部門他
- 7階 - セントラルミュージック、文化放送エクステンド、鹿島建設
- 6階 - 鹿島建設
- 5階 - 文化放送開発センター、フジデノロ東京本社
- 4階 - CKD東京オフィス・東京営業所
- 3階 - 株式会社プラネット本社
- 2階 - 総合受付、デニーズ浜松町店
- 1階 
  - 文化放送サテライトプラス - 1階南東角にあるオープンスタジオ。常に街に対して情報を発信する「文化放送の顔」となるよう街と一体化した空間として計画した[6]。時折公開放送が行われる。サテライトプラスでは毎週水曜日に楽遊主導のPodcast QR「アイドル頂DASH」の公開収録が行われ、毎週金曜日に「サテライトプラスライブ」が、音楽ポータルサイト「MMQR」主導で行われる。
  - ローソン文化放送メディアプラス店
- 地下1階 
  - オレンジ歯科（2023年4月開業）
  - 都営浅草線・都営大江戸線大門（浜松町）駅B1出口

地下1階には過去以下の店舗があった。
- ちかQ - 文化放送のキラーコンテンツの一つである「A&Gグッズ」を中心に発売するショップ。2010年2月14日開店。メディアプラス地下2階で接続している大門駅で改札を出て突き当たりにある。金・土・日の12:00 - 17:00のみの営業。2020年3月29日をもって閉店。
- 鳥どり浜松町店（焼き鳥・鶏料理店、2021年12月末閉店）

## 郵便番号・電話番号
郵便番号は、105-8002。8002は四谷の局舎から引き続き使用される大規模事業所専用固有番号。放送では “いちまるごの・はっせんに”または“いちれいごの・はっせんに” と読んでいる。これは1998年に郵便番号が7ケタ化されたときから続いており、局内では定着しているもの。四谷の旧局舎時代の郵便番号は160-8002を“ひゃくろくじゅうの・はっせんに”（7ケタ化以前は160-02を“ひゃくろくじゅうの・ぜろに”） と読んでいた。
電話番号・ファクス番号（文化放送の各セクション直結の代表番号や生ワイド番組対応受付・オペレーター対応のものも含む）は、新局舎移転当日の新聞のラジオ欄などに掲載されることになっていた。

なお、ファクスナンバーは原則「ゼロ」で読み上げている。
運用開始直後は番組投稿用のファクス番号はもう一つ別の番号があったが、これは編成や制作が取引会社と直通で繋ぐ事を目的として設置した業務用の番号であったことから各所に混乱が生じた。これを踏まえファクス番号はひとつの番号に統一された。従ってファクスで投稿するリスナーは、必ず番組名･コーナー名・投稿者の住所・氏名・年齢といった事項を記入することが必須とされている。

## 浜松町ハーベストフェスタ-浜祭-
開局50周年の2002年より、文化放送はAM放送の周波数に因んで11月3日・4日を『文化放送の日』と決め、浜松町移転後の2007年からは当ビルを中心にした浜松町一帯でリスナー感謝イベント『浜松町ハーベストフェスタ-浜祭-』を開催している。開催日の当日に当たった番組は、朝から夕方までの番組まで一部を除き公開生放送で実施され、一部番組の公開収録や局および番組のノベルティグッズの販売が行われている。当初は2日間開催だったが、2010年以降は1日開催となった。2020年は新型コロナ感染症の影響で中止となり、2021年は『浜松町ハーベストフェスタ-浜祭- 2021 オンライン』として、当日に特別番組「もっと一緒に! ラジオde浜祭スペシャル」の放送を始めとして、10月1日から11月7日までの長期間で開催した。2022年は特別番組「文化放送の『文化祭』〜ラジオは文化ですよ〜」の放送のみとしたため、「浜祭」は開催されなかった。2023年は『好きがつながる!もっとひろがる! 浜松町ハーベストフェスタ-浜祭-2023』として、4年ぶりに開催された。
本社が四谷にあった当時も、文化放送はリスナー感謝イベントを開催している。2002年11月3日・4日に、開局50周年記念イベントとして『文化放送ラジオフェスティバル 収穫祭』が明治神宮外苑軟式野球場で開催され、2003年も開催された。2004年から2006年は横浜赤レンガ倉庫・イベント広場にて11月初旬に開催される『全国ふるさとフェア』がリスナー感謝イベントを兼ねた。なお、『全国ふるさとフェア』は『浜祭』が開始された2007年以降も開催されており、文化放送では並列的なリスナー感謝イベントとして位置付けられ、2020年・2021年は新型コロナ感染症の影響で中止となったものの、2022年に3年ぶりに開催された。なお、2024年は3日が日曜日であるために番組の公開生放送が午後の番組のみとなる事、全日本大学駅伝中継に伴い出社する社員が少なくなる事などによって2009年以来となる4日に開催された。ただし、3日に関してはサテライトプラスにて「浜祭前夜祭」を開催して実質2日間開催とした。

## 交通
最寄り駅の都営地下鉄大江戸線大門駅到着前の車内放送では「大門、大門、AMもデジタルもラジオの文化放送へおいでの方はこちらでお降りください」とアナウンスがある。2007年秋頃までは「大門、大門、AMラジオ1134の文化放送へおいでの方はこちらでお降りください」だった。

### 注
1. ↑  汐留には日本テレビグループ各社や電通グループ各社、共同通信社などがある。またメディアプラスの道を隔てた向かい側にできた日本生命浜松町クレアタワーには、朝日放送グループの東京オフィスが入居している。
2. ↑  なお、FM補完放送の周波数に因んで9月16日を『文化放送FM91.6の日』と決めている。
3. ↑  2018年まで「浜松町グリーン・サウンドフェスタ-浜祭-」として開催。
4. ↑  文化放送開発センターと文化放送で構成される「全国ふるさとフェア実行委員会」が主催。